# Sirtori
Sirtori és una localitat i comune italiana de la província de Lecco, regió de Lombardía.
Està ubicada a uns 35 quilòmetres (22 milles) al nord-est de Milà i uns 13 quilòmetres (8 milles) al sud-oest de Lecco. A 31 de desembre de 2004, tenia una habitantsde 2.935 i una àrea de 4,3 quilòmetres quadrats (1,7 milles quadrades).
El municipi de Sirtori conté el frazione (subdivisió) Bevera di Sirtori.

## Evolució demogràfica
| Gràfica d'evolució de Sirtori entre 1861 i 2001 |
|                                                 |